# Snow Peak (Südgeorgien)
Der Snow Peak (englisch für Schneegipfel) ist ein 860 m hoher Berg an der Nordküste Südgeorgiens. Er ragt 3 km östlich des Cape Pride auf.
Wissenschaftler der britischen Discovery Investigations kartierten und benannten ihn zwischen 1926 und 1927.